# Nils Engdahl
Nils Engdahl, född 4 november 1898 i Västerhaninge, död 10 september 1983 i Bromma, svensk sprinter. Han tävlade för Järva IS och utsågs 1928 till Stor grabb nummer 30 i friidrott.
Nils Engdahl tog brons på 400 meter vid OS 1920 i Antwerpen och var vid OS 1924 i Paris med i det svenska stafettlaget som tog silver på 4x400 meter. Han hade det svenska rekordet på 200 meter 1920–1935 och på 400 meter 1918–1934. Från 1918 till 1927 vann han fyra SM på 100 meter, sex på 200 meter och sex på 400 meter.
Nils Engdahl var sedan 1929 gift med simhopperskan Signe Johansson Engdahl.

## Karriär

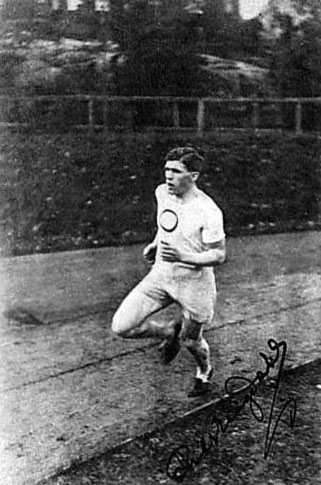
Nils Engdahl omkring 1920

Efter att ha börjat som fotbollsspelare i IFK Stockholms juniorlag överraskade han 1917 genom att utan specialträning löpa 400 meter under 50 sekunder. Detta var i paritet med det dåvarande svenska rekordet på distansen. Engdahl ställde upp i SM på distansen och tog bronsmedaljen på tiden 53,4 s.
1918 vann Nils Engdahl SM på 100 meter med tiden 11,3 s och på 200 meter med 22,7 s. Den 4 augusti slog han Anatole Bolins svenska rekord på 400 meter från året innan genom att springa på 49,4 s.
Den 25 augusti 1919 förbättrade han sitt rekord på 400 meter till 48,5 s. Han vann detta år SM på 200 meter på 22,7 s och på 400 meter på 49,1 s.
Den 11 juli 1920 i Stockholm slog Nils Engdahl Nils Sandströms svenska rekord på 200 meter från 1917 (22,1 s) med ett lopp på 21,9 s. Han behöll rekordet till 1935 då Lennart Strandberg förbättrade det till 21,8 s. Vid SM vann han 200 meter (22,4 s) och 400 meter (49,4 s) samt tog silver på 100 meter. 1920 deltog han även vid OS i Antwerpen där han tog bronsmedalj på 400 meter på 50.0 s.
År 1921 vann han silvermedalj på 400 meter vid SM (tid 52,1 s).
1922 vann Engdahl SM på 100 meter (11,0 s), 200 meter (21,8 s) och 400 meter (49,7 s).
Vid SM 1923 vann han åter både 100 meter (11,1 s), 200 meter (22,5 s) och 400 meter (49,3 s).
1924 vann han vid SM för tredje gången i rad samtliga tre sprintersträckor, 100 meter på 10,8 s, 200 meter på 22,0 s och 400 meter på 48,2 s (det senare nytt svenskt rekord, vilket han fick behålla tills Bertil von Wachenfeldt slog det 1934). Vid OS i Paris deltog han tillsammans med Artur Svensson, Erik Byléhn och Gustaf Weijnarth i det svenska silverlaget i stafett 4x400 meter. 1924 satte han också svenskt rekord på distansen 440 yards (49.4 s).
1927 lyckades han vinna ytterligare ett SM-tecken på 400 meter (50,2 s).
Fram till 1937 spelade han bandy i Järva IS (forward och halvback).

## Rekord

### Svenska rekord
- 200 m: 21,9 s (Stockholm,  11 juli 1920)[4]
- 400 m: 49,4 s (Stockholm,  4 augusti 1918)[4]
- 400 m: 48,5 s (Stockholm,  25 augusti 1919)[4]
- 400 m: 48,2 s (Stockholms Stadion,  17 augusti 1924)[4]

### Personliga rekord
- 100 m: 10,7 s (Stockholms Stadion 11 juli 1920)[10][11]
- 200 m: 21,8 s (Stockholms Stadion 20 augusti 1922)[12][11][a]
- 400 m: 48,2 s (Stockholms Stadion 17 augusti 1924)[13][11]
- 800 m: 1.57,5 s (Stockholm 1 augusti 1920)[11]